# Ľudmila Podjavorinská
Ľudmila Podjavorinská, właśc. Ľudmila Riznerová (ps.: „Božena”, „Damascena”, „Ľ. Šeršelínová”, „Ľ. Špirifangulínová”, „Ľudka”, „Ľudmila”, „Ľudmila Ružodolská”, „Ľudmila Veselohorská”, „Ľ. Vrzalovská”, „M. Ružodolský”, „Milko Ružodolský”, „Nechtík” (pol. Nagietek), „Nevädza” (pol. Chaber), „Podjavorinský”, „Sojka”, „Teta Ľudmilaur” (pol. Ciocia Ludmiła) i in.; ur. 26 kwietnia 1872 w Bzincach pod Javorinou, zm. 2 marca 1951 w Nowym Mieście nad Wagiem) – słowacka pisarka: prozaistka i poetka, autorka baśni epicko-lirycznych i epickich. Należała do drugiej fali słowackiego realizmu literackiego.
Utwory Podjavorinskiej dla dzieci zaliczane są na Słowacji do klasyki gatunku. W jej domu rodzinnym w Bzincach pod Javorinou znajduje się pokój poświęcony jej pamięci.

## Dzieła[1][3]

### Twórczość dla dorosłych
- 1892 – Kmotrovia figliari
- 1892 – Za neistými túžbami, humoreska
- 1893 – Sokovia, humoreska
- 1893 – Protivy
- 1894 – Rôznymi cestami
- 1895 – Dozvuky
- 1895 – Z vesny života, zbiór liryki
- 1896 – „Ideál“
- 1896 – Pozde
- 1897 – Za šťastím
- 1897 – Ondráš
- 1898 – Z domova
- 1899 – Fako Ďura Kotúlku, humoreska
- 1899 – Pod svietňom, humoreska
- 1900 – Postupne
- 1903 – Po bále, wierszowana nowela (Slovenské pohľady)
- 1905 – Na bále, wierszowana nowela (Slovenské pohľady)
- 1905 – V otroctve, nowela
- 1906 – Blud, nowela
- 1906 – Kde sa vzal
- 1909 – Dvaja bratia a Nešťastie pôvodcom šťastia
- 1910 – Žena, nowela
- 1914 – Otrok
- 1915 – Prelud, wierszowana nowela (Slovenské pohľady)
- 1930 – Balady, poezje
- 1937 – Mária z Magdali, poezje
- 1942 – Piesne samoty, poezje
- 1946 – Balady a povesti, poezje
- 1951 – Smrť, balada

### Twórczość dla dzieci
- 1908 – Slovenská chalúpka, baśń
- 1909 – Oráč, baśń
- 1909 – Sadaj, slnko, sadaj, baśń
- 1921 – Kytka veršov pre slovenské dietky (pol. Bukiet wierszy dla słowackich dzieci)
- 1930 – Zajko Bojko, wierszowana bajka
- 1930 – Veršíky pre maličkých
- 1930 – Medový hrniec
- 1931 – Čarovné skielka, tom bajek i opowiadań
- 1932 – Baránok boží
- 1939 – Škovránok
- 1942 – Zvonky
- 1943 – Čin-čin, wierszowana bajka
- 1947 – Klásky